# Олью-Маринью
Олью-Маринью (порт. Olho Marinho)  —  район (фрегезия) в Португалии,  входит в округ Лейрия. Является составной частью муниципалитета  Обидуш. По старому административному делению входил в провинцию Эштремадура. Входит в экономико-статистический  субрегион Оэште, который входит в Центральный регион. Население составляет 1258 человек на 2001 год. Занимает площадь 18,32 км².